# Строитель (футбольный клуб, Абакан)
Строитель — советский футбольный клуб из Абакана. Основан не позднее 1970 года.

## Достижения
- Во второй низшей лиге СССР — снята после 11 игр (в зональном турнире класса «Б» 1970 год).